# Основний суходіл
Основний суходіл (англ. mainland), також материкова (континентальна) частина чи просто материк; іноді велика земля (рос. большая земля) — геополітичний термін на позначення частини певного регіону або утворення, яка розташована на значно більшій ділянці суходолу відносно ізольованіших районів, передусім островів та заморських територій.
Значення терміна випливає з контексту і часто має радше політичне забарвлення, ніж географічне. Наприклад, уряди Гонконгу і Макао вживають континентальний Китай для позначення частини Китаю, яка перебуває під безпосередньою юрисдикцією Пекіна, що включає острівну провінцію Хайнань, але не включає материкові частини особливих адміністративних районів Гонконгу і Макао. Крім цього, поняття відносне — наприклад, у Тасманії основним суходолом вважають континентальну Австралію, тоді як мешканці острову Фліндерс і Тасманію сприймають як основний суходіл.
Основний суходіл часто позначає вищий геополітичний статус, ніж політично пов'язані віддалені території. Зазвичай це регіон, який сприймають більш значущим за інший, тому в деяких контекстах він може бути синонімом терміна метрополія — тоді його антонімом буде периферія.

## Приклади
- Іспанський Мейн
- Континентальний Китай